# Noideattella mamba
Espèce
Noideattella mamba est une espèce d'araignées aranéomorphes de la famille des Oonopidae.

## Distribution
Cette espèce est endémique de Madagascar.

## Description
Le mâle holotype mesure 1,8 mm et la femelle paratype 2,1 mm.

## Publication originale
- Álvarez-Padilla, Ubick & Griswold, 2012 : Noideattella and Tolegnaro, two new genera of goblin spiders from Madagascar, with comments on the gamasomorphoid and silhouettelloid oonopids (Araneae, Oonopidae). American Museum Novitates, no 3745, p. 1-76 (texte intégral).